# Гълъб Георгиев
Гълъб Георгиев е български политик.

## Биография
Роден е на 11 октомври 1934 г. в горноджумайското село Градево. Завършва икономически техникум. През 1952 г. започва работа в градския комитет на ДКМС в Благоевград. От следващата година е завеждащ отдел „Средношколци и пионери“. Учи в УНСС и след това започва работа като счетоводител към Окръжното пътно управление. Членува в БКП и е бил секретар на градския комитет на партията. Два пъти е кмет на Благоевград. За първи път от 8 май 1971 до 28 юни 1977 г. По време на този мандат се отваря фабрика за мебели, стопанското обединение „Валентина“ и цеха за безалкохолни напитки и минерални води към ТПК „Водолей“. През 1972 г. е отворена Камерната опера, а на следващата година и Радио Благоевград. През 1975 г. заработват Кукления театър и Телевизионния център.
Вторият му мандат трае от 31 януари до 12 септември 1990 г. Между 1992 и 1996 г. е директор на БСИ „Минералбанк“, а от 1996 до 1998 и на ТБ „Биохим“.